# Dietrich Fischer-Dieskau

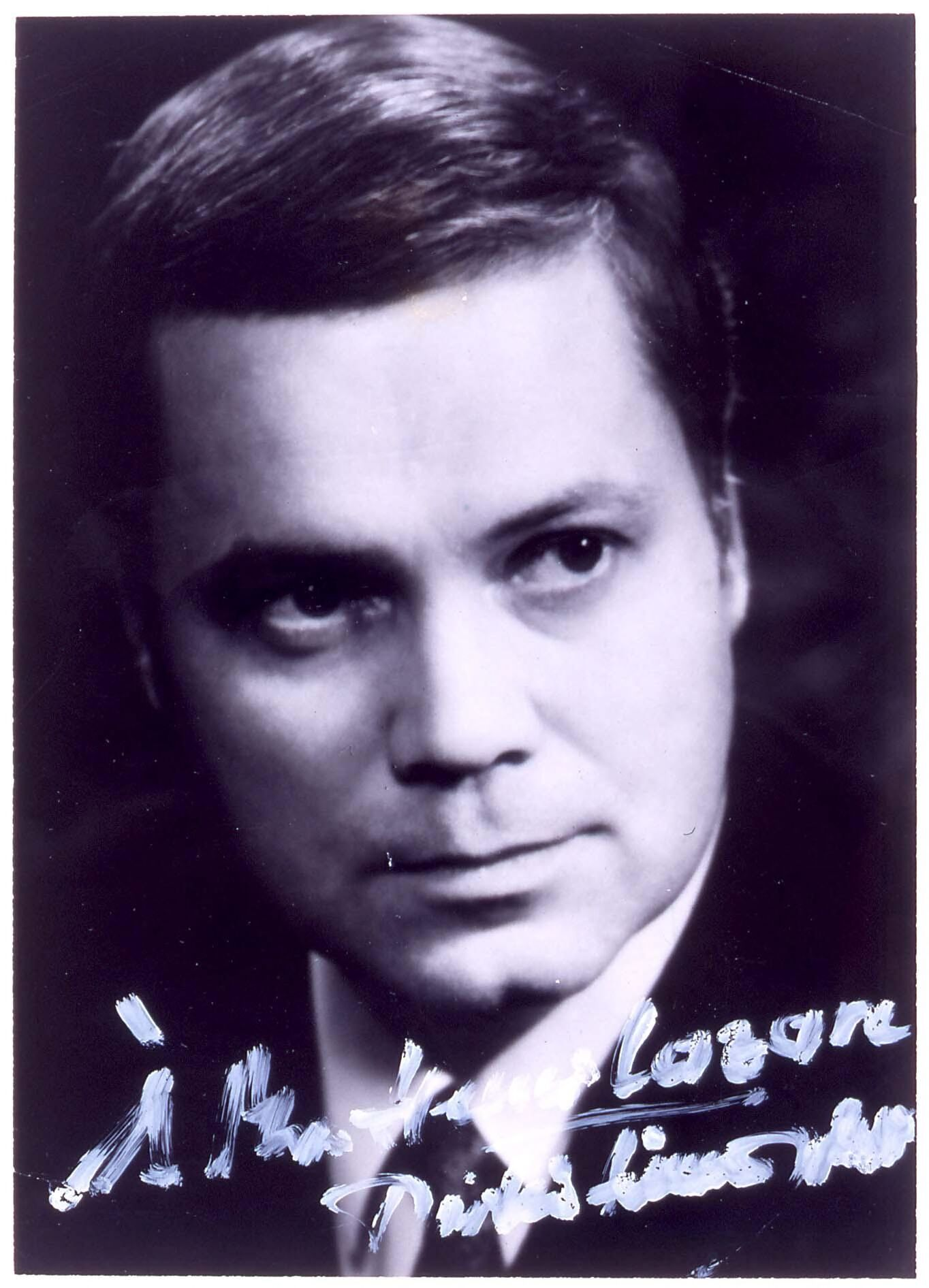
Dietrich Fischer-Dieskau

Albert Dietrich Fischer-Dieskau (* 28. Mai 1925 in Berlin; † 18. Mai 2012 in Berg) war ein deutscher Sänger (Bariton), Dirigent, Maler, Musikschriftsteller und Rezitator. Fischer-Dieskau gilt als einer der bedeutendsten Lied-, Konzert- und Opernsänger des 20. Jahrhunderts. Mit über 400 Schallplatten ist er der Sänger, von dessen Interpretationen die meisten Einspielungen auf Tonträgern überhaupt existieren dürften.

## Leben und Wirken
Dietrich Fischer-Dieskau wurde als Sohn eines Altphilologen und einer Lehrerin geboren. Sein Großvater war der Pfarrer und Hymnologe Albert Fischer. Die Eltern förderten das Talent des Sohnes, indem sie ihm bereits als 16-Jährigem eine Gesangsausbildung ermöglichten, zunächst bei Georg A. Walter, danach ab 1942 bei Hermann Weißenborn an der Hochschule für Musik. Sein Bruder war der Kirchenmusiker Klaus Fischer-Dieskau. Ein weiterer Bruder, Martin, wurde auf Grund seiner Behinderung gegen Ende des Zweiten Weltkriegs von den Nazis ermordet.

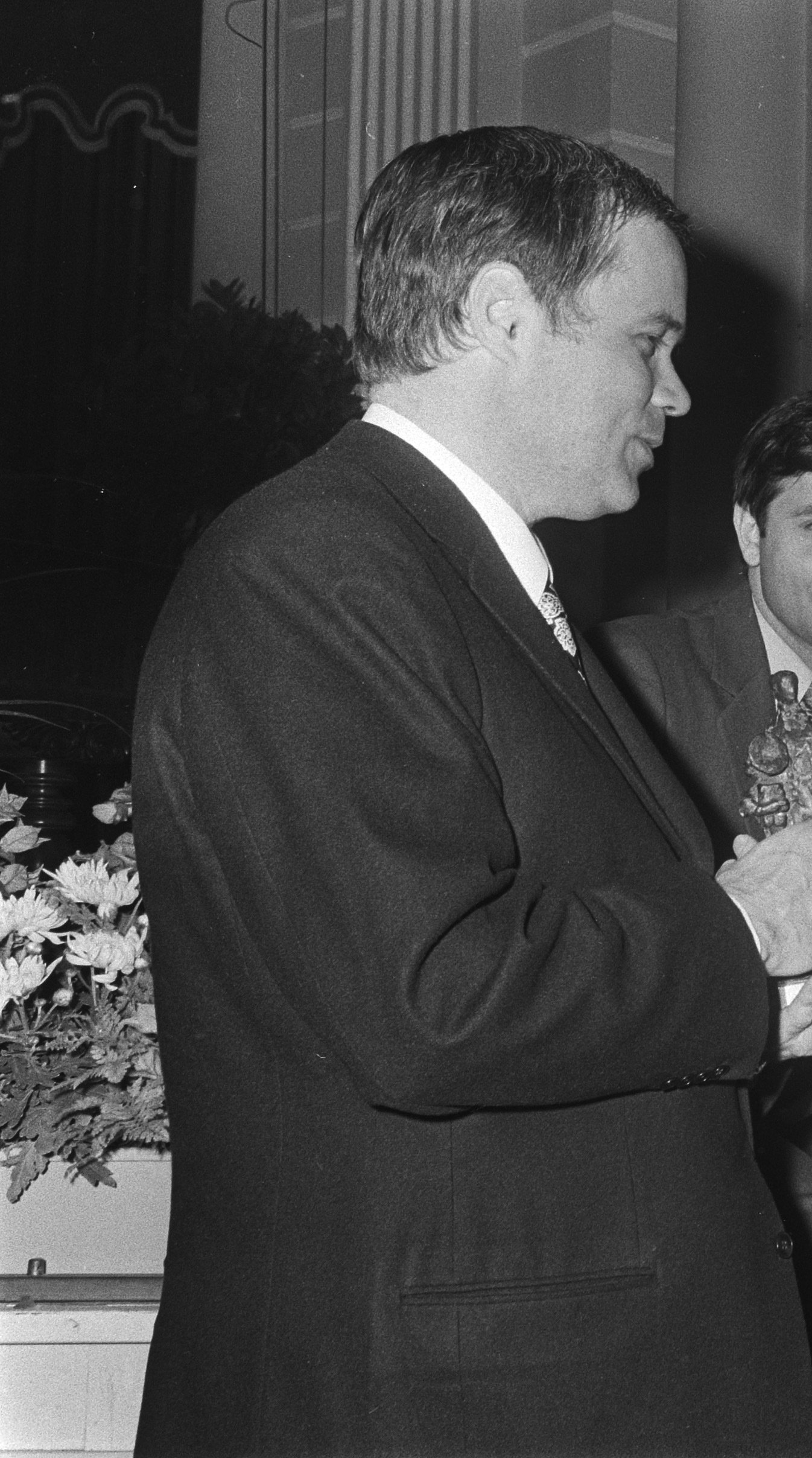
Dietrich Fischer-Dieskau (1970)

Fischer-Dieskau wurde zur Wehrmacht eingezogen und geriet in Italien in amerikanische Kriegsgefangenschaft, während der er seine Gesangsstudien autodidaktisch weiter betrieb. Seine ersten Konzerte gab er in einem amerikanischen Gefangenenlager in Italien. Nach der Heimkehr aus der Gefangenschaft debütierte er 1947 im Deutschen Requiem von Brahms bei einer Aufführung in Badenweiler, nachdem der ursprünglich vorgesehene Baritonsolist wegen einer Erkrankung nicht hatte auftreten können.
Fischer-Dieskaus eigentliche Karriere begann dann im Januar 1948, als er noch Student bei Hermann Weißenborn war und erstmals Schuberts Winterreise für den RIAS sang. Im selben Jahr wurde er an die Städtische Oper Berlin verpflichtet, wo er u. a. den Marquis Posa in Don Carlos und den Wolfram im Tannhäuser verkörperte. Im Jahr darauf fand die erste Schallplattenaufnahme statt: Vier ernste Gesänge von Brahms. Im gleichen Jahr gastierte er auf den Opernbühnen in München und Wien. Eine weitere Station war 1951 die Wiedergabe der Lieder eines fahrenden Gesellen von Gustav Mahler bei den Salzburger Festspielen unter der Leitung von Wilhelm Furtwängler. Im selben Jahr hatte Fischer-Dieskau sein Festivaldebüt in Edinburgh mit den Brahms-Liedern. 1952 war er zum ersten Mal in den USA auf Tournee, zwei Jahre später debütierte er bei den Bayreuther Festspielen als Wolfram im Tannhäuser. Am 30. Mai 1962 wirkte Fischer-Dieskau im Rahmen der Einweihung der neuen Kathedrale von Coventry bei der Uraufführung des War Requiem von Benjamin Britten mit. Er sang an der Seite des britischen Tenors Peter Pears. Fischer-Dieskau gilt auch als Förderer der Musik des 20. Jahrhunderts, so von Hans Werner Henze und Aribert Reimann. Fischer-Dieskaus langjähriger und wichtigster Liedbegleiter am Klavier war Gerald Moore, mit dem er mehrmals Schuberts Liederzyklus Winterreise einspielte. Auch mit Wolfgang Sawallisch am Klavier gab er viele Konzerte und nahm mit ihm mehrere Schallplatten auf.
Seine wesentlichen Stationen waren danach Auftritte an der Carnegie Hall in New York, der Deutschen Oper Berlin, der Wiener Staatsoper, der Bayerischen Staatsoper in München und am Royal Opera House in London. Sein Repertoire umfasste etwa dreitausend Lieder von etwa hundert verschiedenen Komponisten.

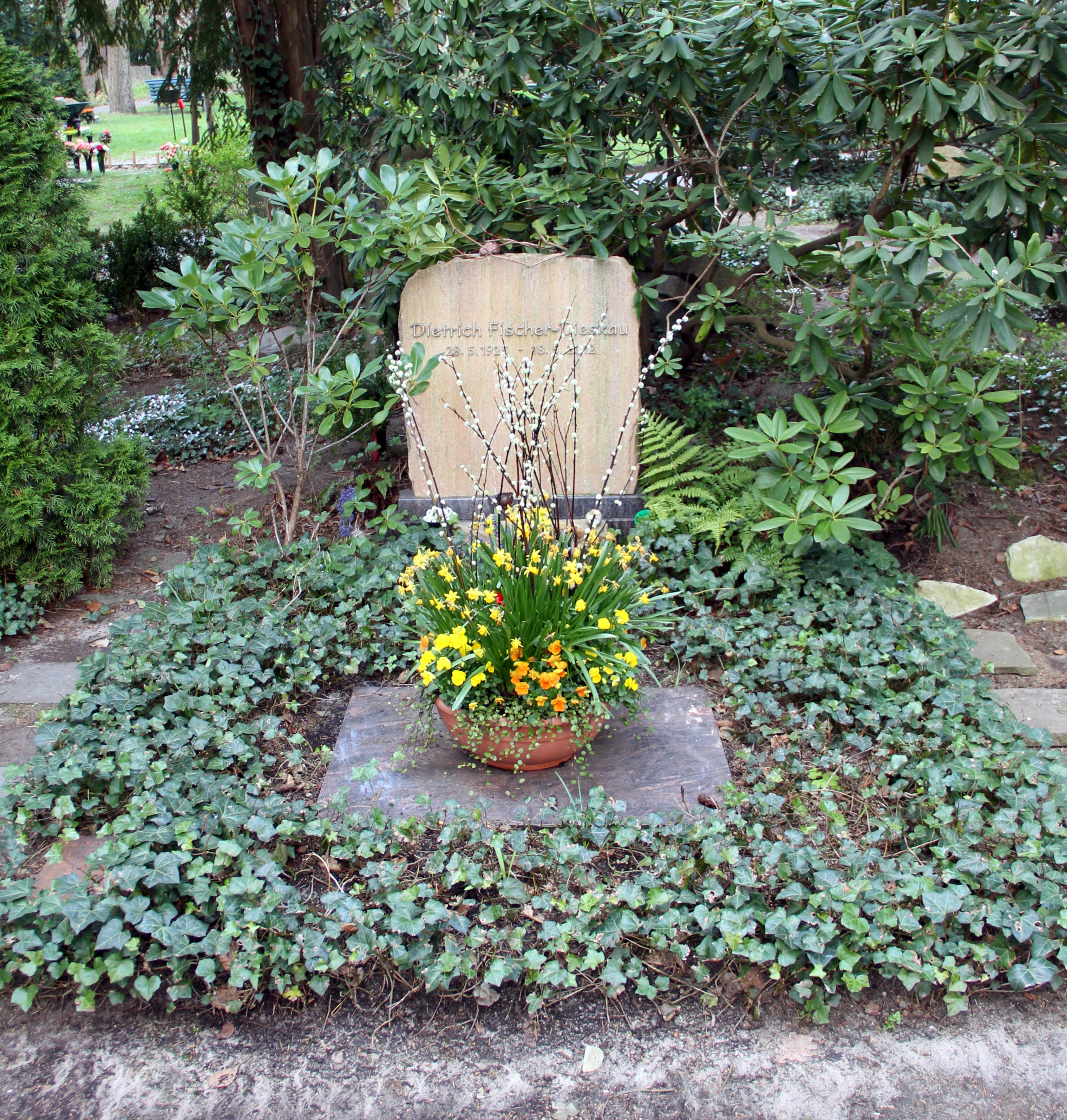
Ehrengrab auf dem Friedhof Heerstraße in Berlin-Westend

Seit 1983 war Dietrich Fischer-Dieskau Professor an der Hochschule der Künste in Berlin. Er war seit 1956 Mitglied der Akademie der Künste in Berlin, seit 1984 Mitglied der American Academy of Arts and Sciences und seit 1991 Mitglied der Freien Akademie der Künste Hamburg. Am 31. Dezember 1992 beendete er in München seine aktive Karriere als Sänger mit einer Silvester-Gala, als deren letztes Stück die Schlussfuge Tutto nel mondo è burla aus Verdis Falstaff erklang.
Dietrich Fischer-Dieskau starb zehn Tage vor seinem 87. Geburtstag, am 18. Mai 2012, in seinem Haus in Berg am Starnberger See (Himbselweg 16), wo er abwechselnd mit dem von ihm seit 1958 bewohnten Haus Buchthal im Berliner Westend (Lindenallee 22) gewohnt hatte. Die Beisetzung erfolgte am 25. Mai 2012 im engsten Familienkreis auf dem Friedhof Heerstraße in Berlin-Westend. Die letzte Ruhestätte von Dietrich Fischer-Dieskau ist als Ehrengrab des Landes Berlin gewidmet. Da Fischer-Dieskau seit dem Jahr 2000 Ehrenbürger von Berlin war, ist die Widmung – im Unterschied zur großen Mehrzahl der Berliner Ehrengräber – zeitlich nicht befristet.

## Privates
Im Jahr 1949 heiratete Fischer-Dieskau in erster Ehe die Violoncellistin Irmgard Poppen. Aus dieser Verbindung stammen drei Kinder, die ebenfalls künstlerisch tätig sind: der Bühnenbildner Mathias Fischer-Dieskau (* 1951), der Dirigent Martin Fischer-Dieskau (* 1954) und der Violoncellist Manuel Fischer-Dieskau (* 1963). Irmgard Poppen starb bei der Geburt des Sohnes Manuel. Es folgte (1965–1967) eine Ehe Fischer-Dieskaus mit der Schauspielerin Ruth Leuwerik, dann eine dritte Ehe (1968–1975) mit Kristina Pugell, der Tochter eines amerikanischen Gesangspädagogen. Von 1977 bis zu seinem Tod im Jahr 2012 war Dietrich Fischer-Dieskau in vierter Ehe mit der Sängerin Julia Varady verheiratet.
Im Jahr 2015 verkaufte die Erbengemeinschaft Varady/Fischer-Dieskau das Berliner Wohnhaus des Sängers, das Haus Buchthal im Westend (Lindenallee 22).

## Rezeption
Nach seinem Tod würdigte Le Monde die Gesangskunst Fischer-Dieskaus als „an ein Wunder grenzend“ („cela tenait du miracle“): „Sobald er den Mund öffnete, glaubte man ihm. Kein Wort, keine Absicht, keine Nuance entging seiner Diktion“ („dès qu’il ouvrait la bouche, on y croyait. Pas un mot, pas une intention, pas une nuance n’échappait à sa diction“). In einem Nachruf im Guardian bezeichnete der Pianist und Dirigent Daniel Barenboim, langjähriger Liedbegleiter Fischer-Dieskaus, den Bariton als „revolutionären darstellenden Künstler“ („revolutionary performer“), denn als erstem Sänger überhaupt sei es ihm gelungen, in Personalunion in Oper, Oratorium und Lied gleichermaßen außergewöhnliche Leistungen zu erbringen:

“In his interpretations, he created a unity between text and music unlike few before or after him. He set the benchmark in enunciation, and he emphasised key words through changing the sound of the note on which the word was sung. Thus, he not only clarified the sense of the word, but he let every syllable and every note sound together and thereby created a unity of harmony and colours unlike anyone else. […]  He created a new dimension of the comprehensibility and understandability of the text. […] Through his unique art, he enabled the German-Jewish population in Israel to once again appreciate the German language in music.”

„In seinen Interpretationen schuf er [Dietrich Fischer-Dieskau] eine Einheit zwischen Text und Musik, wie es nur wenige vor oder nach ihm gab. Er setzte Maßstäbe in der Aussprache und betonte die Schlüsselwörter, indem er den Klang der Note, auf der das Wort gesungen wurde, veränderte. So verdeutlichte er nicht nur den Sinn des Wortes, sondern ließ jede Silbe und jeden Ton zusammenklingen und schuf so eine Einheit von Harmonie und Farben wie kein anderer. […] Er schuf eine neue Dimension der Verständlichkeit und Nachvollziehbarkeit des Textes. […] Durch seine einzigartige Kunst ermöglichte er der deutsch-jüdischen Bevölkerung in Israel, die deutsche Sprache in der Musik [nach dem Holocaust] wieder zu schätzen.“

Die New York Times bezeichnete Dietrich Fischer-Dieskau in einer Rezension seiner Memoiren Nachklang – Ansichten und Erinnerungen als „intellektuellsten und analytischsten Sänger“ („most intellectual and analytical of singers“). Er habe durch seinen – von manchen als übertrieben empfundenen – Deklamationsstil mit der auf gleichmäßig-melodischen Schönklang abhebenden Gesangstradition gebrochen, weshalb sein Gesang „unweigerlich Kontroversen hervorrufe“ („controversy Mr. Fischer-Dieskau inevitably arouses“).
Sein Kollege René Kollo lobte Fischer-Dieskau als „stimmlich einfach prädestiniert für das Lied“ und vom Wesen her als „sehr reizend, sehr hilfreich, sehr freundschaftlich“. Brigitte Fassbaender sagte, der Sänger sei „ein hoch empfindsamer Mensch von großer geistiger Klarheit“ gewesen. „Für alle, die mit ihm gearbeitet haben, war er immer in hohem Maße auch Vorbild. Er war einfach eine natürliche, große Autorität.“

## Ehrungen
- 1958: Bundesverdienstkreuz I. Klasse
- 1963: Mozartmedaille durch die Mozartgemeinde Wien[27]
- 1966: Grammy
- 1974: Großes Verdienstkreuz des Verdienstordens der Bundesrepublik Deutschland
- 1975: Léonie-Sonning-Musikpreis
- 1980: Ernst von Siemens Musikpreis
- 1980: Goldene Mahler Medaille der Internationalen Gustav Mahler Gesellschaft in Wien[28]
- 1984: Bayerischer Maximiliansorden für Wissenschaft und Kunst
- 1984: Pour le mérite für Wissenschaften und Künste
- 1986: Stern zum Großen Bundesverdienstkreuz
- 1987: Robert-Schumann-Preis der Stadt Zwickau
- 1988: Ernst von Siemens Musikpreis
- 1993: Ernst-Reuter-Plakette
- 1994: Wilhelm-Pitz-Preis, Bayreuth
- 1998: Brahms-Preis der Brahms-Gesellschaft Schleswig-Holstein
- 2000: Ehrenbürgerwürde von Berlin
- 2001: Frankfurter Musikpreis
- 2002: Praemium Imperiale für sein Lebenswerk
- 2003: Namensgeber für den Asteroiden (42482) Fischer-Dieskau[29]
- 2005: Polar Music Prize, vergleichbar einem Nobelpreis für Musik
- 2006: Berliner Bär (B.Z.-Kulturpreis)
- 2007: Musikpreis der Stadt Duisburg
- 2008: Kultureller Ehrenpreis der Landeshauptstadt München
- 2008: Hugo-Wolf-Medaille
- 2009: Goldene Goethe-Medaille der Goethe-Gesellschaft Weimar
- mehrere Auszeichnungen für seine Schallplattenaufnahmen, darunter zwei Grammys[30]
- Ernennung zum Kammersänger in München und Berlin
- Ehrendoktorwürden der Universitäten Oxford, Yale, Sorbonne und Heidelberg.

## Schriften

### Als Autor
- Auf den Spuren der Schubert-Lieder. Werden, Wesen, Wirkung. Brockhaus, Wiesbaden 1971, ISBN 3-7653-0244-9.
- Wagner und Nietzsche: der Mystagoge und sein Abtrünniger. Deutsche Verlags-Anstalt, Stuttgart 1974, ISBN 3-423-01429-6.
- Robert Schumann: Wort und Musik. Das Vokalwerk. Deutsche Verlags-Anstalt, Stuttgart 1981, ISBN 3-421-06068-1.
- Töne sprechen, Worte klingen. Zur Geschichte und Interpretation des Gesangs. Deutsche Verlags-Anstalt, Stuttgart 1985, ISBN 3-492-02826-8.
- Nachklang. Ansichten und Erinnerungen. Deutsche Verlags-Anstalt, Stuttgart 1987, ISBN 3-421-06368-0.
- Wenn Musik der Liebe Nahrung ist. Künstlerschicksale im 19. Jahrhundert. Deutsche Verlags-Anstalt, Stuttgart 1990, ISBN 3-421-06571-3.
- Fern die Klage des Fauns. Claude Debussy und seine Welt. Deutsche Verlags-Anstalt, Stuttgart 1993, ISBN 3-421-06651-5.
- Schubert und seine Lieder. Deutsche Verlags-Anstalt, Stuttgart 1996, ISBN 3-421-05051-1 (Taschenbuchausgabe: Franz Schubert und seine Lieder. Insel, Frankfurt 1999, ISBN 3-458-34219-2).
- Carl Friedrich Zelter und das Berliner Musikleben seiner Zeit. Eine Biographie. Nicolai, Berlin 1997, ISBN 3-87584-652-4.
- Die Welt des Gesangs. Metzler, Stuttgart 1999, ISBN 3-476-01638-2.
- Zeit eines Lebens. Auf Fährtensuche. Deutsche Verlags-Anstalt, Stuttgart 2000, ISBN 3-421-05368-5.
- Musik im Gespräch. Streifzüge durch die Klassik mit Eleonore Büning. Propyläen, München 2003, ISBN 3-549-07178-7.
- Goethe als Intendant. Theaterleidenschaften im klassischen Weimar. dtv, München 2006, ISBN 3-423-24581-6.
- Johannes Brahms. Leben und Lieder. List, Berlin 2008, ISBN 978-3-548-60828-0.
- Jupiter und ich. Begegnungen mit Furtwängler. Berlin Univ. Press, Berlin 2009, ISBN 978-3-940432-66-7.
- Das deutsche Klavierlied. Berlin University Press, Berlin 2012, ISBN 978-3-86280-021-6.

### Als Herausgeber
- Texte deutscher Lieder. dtv, München 1968, ISBN 978-3-423-30095-7.
- Der Nacht ins Ohr. Gedichte von Eduard Mörike. Vertonungen von Hugo Wolf. Ein Lesebuch. Hanser, München 1998, ISBN 3-446-19524-6.
- Auf Flügeln des Gesanges. Die hundert schönsten Musikgedichte. Aufbau, Berlin 2008, ISBN 978-3-351-03246-3.

## Diskografie (Auswahl)
Zwischen 1958 und 1979 entstanden mit Karl Richter und dem Münchner Bach-Orchester zwei Aufnahmen der Matthäus-Passion – einmal für die Bass-Arien (1958) und einmal als Christus (1979) – sowie eine Gesamteinspielung der 75 Kantaten von Johann Sebastian Bach, die heute als legendär gelten.
Ebenso setzten seine beiden Einspielungen von Richard Wagners Tristan und Isolde als Kurwenal (1952 unter der Leitung von Wilhelm Furtwängler und 1982 unter der Leitung von Carlos Kleiber) und des Tannhäuser (1961 unter der Leitung von Franz Konwitschny und 1969 unter der Leitung von Otto Gerdes) als Wolfram von Eschenbach Maßstäbe. Ebenso war er in der Einspielung des Ring des Nibelungen (1967, Deutschen Grammophon) unter der Leitung von Herbert von Karajan als Wotan in Das Rheingold zu hören. Er sang auch den Gunther in der Götterdämmerung unter der Leitung von Georg Solti (1964, Decca). Er war damit an den beiden ersten Studioeinspielungen des Ring des Nibelungen beteiligt. Zudem sang er den Hans Sachs in Die Meistersinger von Nürnberg, 1976 von Eugen Jochum eingespielt, an der Seite von Placido Domingo, Catarina Ligendza und Christa Ludwig.
In der Liveaufnahme der Salome von Karl Böhm 1971 in Hamburg sang er den Jochanaan, in der Elektra-Einspielung von Karl Böhm von 1961 sang er den Orest. Mit Karl Böhm spielte er 1964 zudem Die Zauberflöte von Wolfgang Amadeus Mozart als Papageno ein an der Seite von Fritz Wunderlich, Franz Crass, Lisa Otto und Hans Hotter.
Als ebenso maßgebend gelten seine Einspielungen der Winterreise von Franz Schubert mit Alfred Brendel von 1986, mit Gerald Moore von 1948, von 1966 und von 1985 sowie mit Murray Perahia von 1996.

## Hörbeispiele
- Fischer-Dieskau singt Gustav Mahlers „Kindertotenlieder“.
- Wenn Dein Mütterlein
- Nun seh’ ich wohl, warum so dunkle Flammen
- Oft denk’ ich, sie sind nur ausgegangen
- In diesem Wetter, in diesem Braus

- Dietrich Fischer-Dieskau. Youtube Playlists.